# پترینیانو
پترینیانو (به ایتالیایی: Petrignano) یک منطقهٔ مسکونی در ایتالیا است که در آسیزی واقع شده‌است. پترینیانو ۲٬۵۳۶ نفر جمعیت دارد و ۲۱۲ متر بالاتر از سطح دریا واقع شده‌است.